# MMC Norilsk Nickel
MMC Norilsk Nickel é uma empresa russa de níquel e de mineração e outros materiais. Suas maiores operações estão localizadas em Norilsk-Talnakh, área no norte da Rússia. MMC significa "Companhia de Mineração e Metalúrgica".É atualmente a maior empresa produtora de Níquel do mundo.